# Alfonso di Castro
Alfonso di Castro (Zamora, 1495 – Bruxelles, 3 febbraio 1558) è stato un teologo spagnolo.

## Biografia
Faceva parte dell'ordine dei frati minori, fu consigliere dei re Carlo V e Filippo II, si distinse nel concilio di Trento. Grazie alle sue abilità oratorie venne chiamato haeresiomastix (frusta degli eretici).
Nel 1558 il re Filippo II lo nominò arcivescovo di Santiago di Compostela, ma non fu mai consacrato vescovo perché lo stesso anno morì.

## Opere
- Adversus omnes haereses libri XIV (1535)
- De iusta haereticorum punitione (1547).